# Aidan Gallagher
Aidan Gallagher, född 18 september 2003, är en amerikansk skådespelare. Hans första stora roll var som Nicky Harper i Nickelodeon-serien Nicky, Ricky, Dicky & Dawn.
År 2019 började Gallagher spela Nummer Fem i Netflix-serien The Umbrella Academy, vilket är hans genombrottsroll och har gett honom ett brett igenkännande.
Gallagher är aktiv i miljöfrågor och har varit ungdomsförespråkare för ett antal miljöorganisationer. Gallagher är vegan.